# Borgo San Giovanni
Borgo San Giovanni é uma comuna italiana da região da Lombardia, província de Lodi, à beira esquerda do rio Lambro. Tem cerca de 1.597 habitantes e estende-se por uma área de 7 km², tendo uma densidade populacional de 228 hab/km².
Faz fronteira com Lodi Vecchio, Salerano sul Lambro, Pieve Fissiraga, Castiraga Vidardo, Sant'Angelo Lodigiano.

## História
Na Idade Media pertenceu à Dom Ariberto d´Intimiano, bispo de Lodi. Depois, no século XVII° passou à família Masserani.
Até 1929 chamou-se Cà Zimani (Casa dos Zimani), quando os fascistas chamaram de Borgo Littorio. Pegou o nome atual depois da Segunda Guerra Mundial, em homenagem ao Padroeiro do território.

## Demografia
| Variação demográfica do município entre 1861 e 2011                               |
|                                                                                   |
| Fonte: Istituto Nazionale di Statistica (ISTAT) - Elaboração gráfica da Wikipedia |

## Cultura
A igreja paroquial é em estilo Neo-gótico.